# Smittina rogickae
Smittina rogickae är en mossdjursart som beskrevs av Hayward och Taylor 1984. Smittina rogickae ingår i släktet Smittina och familjen Smittinidae. Inga underarter finns listade i Catalogue of Life.